# غراهام سيمز
غراهام سيمز (بالإنجليزية: Graham Sims)‏ هو لاعب اتحاد الرغبي ودبلوماسي نيوزلندي، ولد في 25 يونيو 1951 في Featherston, New Zealand ‏ في نيوزيلندا.